# Alpa (Tavas)
Alpa ist ein Dorf im Landkreis Tavas der türkischen Provinz Denizli. Alpa liegt etwa 92 km südlich der Provinzhauptstadt Denizli und 52 km südlich von Tavas. Alpa hatte laut der letzten Volkszählung 238 Einwohner (Stand Ende Dezember 2010).